# Gorillaz
|  | Aquest article tracta sobre el grup Gorillaz. Si cerqueu el seu l'àlbum homònim, vegeu «Gorillaz (àlbum)». |

Gorillaz és una banda virtual britànica format principalment per Damon Albarn, cantant de les bandes Blur i The Good, the Bad & the Queen; i Jamie Hewlett, dibuixant anglès creador de còmics com Tank Girl i Els Freebies. En el seu format virtual, està compost per 2-D (veu i teclats), Murdoc Niccals (baix), Noodle (guitarra solista) i Russel Hobbs (bateria). L'únic membre permanent del grup és Damon Albarn i la resta la formen multitud de col·laboracions d'un ampli espectre. L'artista Remi Kabaka Jr. en va esdevenir el productor oficialment l'any 2016 després d'haver estat la veu de Russel Hobbs des de l'inici del projecte. L'estil musical és bàsicament rock alternatiu però també reben diverses influències que inclouen britpop, dub, hip-hop, música pop i música electrònica.
La banda va debutar amb un àlbum epònim amb més de 7 milions de còpies venudes, fet que els va valer una entrada al Llibre Guinness dels rècords com la banda virtual més reeixida. El seu segon àlbum d'estudi, Demon Days, va ser llançat el 2005 i va rebre cinc nominacions als premis Grammy l'any 2006, de les quals en va guanyar la millor col·laboració pop amb veu. Posteriorment van llançar dos àlbums de cares B i un de remix, i novament dos àlbums d'estudi seguits, Plastic Beach (2010) i The Fall (2010), aquest darrer fou enregistrat durant la gira de presentació de l'anterior. Després d'un temps d'inactivitat, van aparèixer el cinquè i sisè, Humanz (2017) i The Now Now (2018). A continuació, Gorillaz va engegar un projecte anomenat Song Machine on es publicava periòdicament un senzill acompanyat d'un videoclip amb la col·laboració de diferents artistes per cada un, que va acabar desembocant en l'àlbum Song Machine, Season One: Strange Timez (2020).

## Història
Damon Albarn i Jamie Hewlett van crear Gorillaz l'any 1998 quan ambdós vivien junts a Westbourne Grove, Londres. La idea de crear una banda virtual els va sorgir mirant MTV. Inicialment es va anomenar "Gorilla" i la primera cançó que van compondre va ser "Ghost Train". La primera encarnació del grup fou un trio format pel mateix Albarn, Del tha Funkee Homosapien i Dan the Automator, que ja havien treballat junts anteriorment per la cançó "Time Keeps on Slipping" de Deltron 3030. Aquesta col·laboració es pot considerar com la gènesi de l'estil musical que marcaria el primer àlbum de Gorillaz.
The Apex Tapes és un CD promocional d'entrevistes que van realitzar els responsables de Gorillaz per promocionar el llançament de l'àlbum de debut del grup, Gorillaz. Parlophone el va publicar el març de 2001. En total està format per 73 talls, on cada un respon a una pregunta realitzada als membres del grup en una entrevista. Tractant-se d'un grup virtual, l'arranjament de l'entrevista amb els quatre membres de Gorillaz fou força complicat.

### Phase One: Celebrity Take Down(2000−2003)

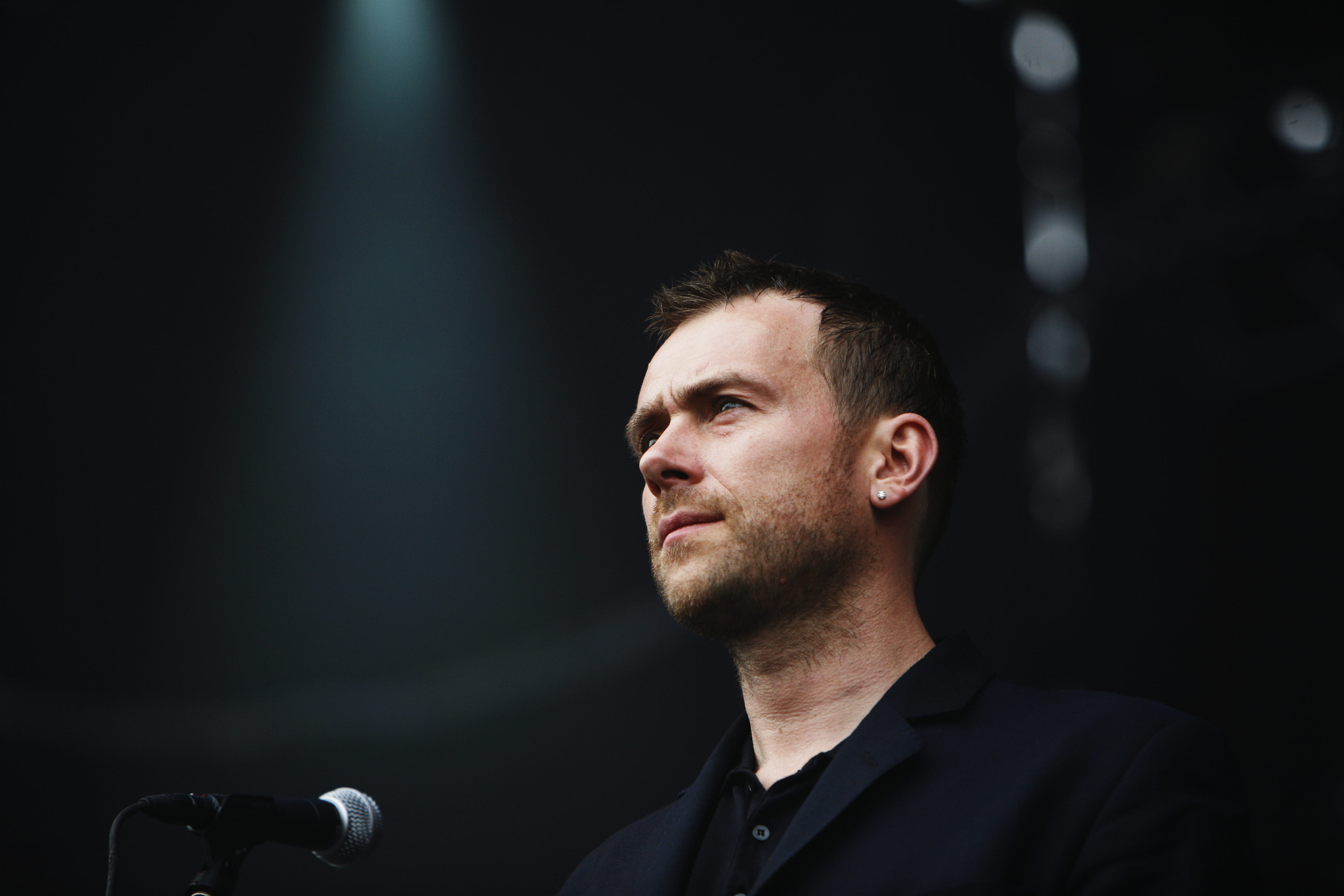
Damon Albarn, co-creador de Gorillaz (2007).

El primer llançament de la banda fou l'EP Tomorrow Comes Today l'any 2000. Aquest tingué una molt bona rebuda en l'escena underground del Regne Unit i aparegueren diversos rumors sobre l'origen de Gorillaz. El web oficial Arxivat 2010-01-05 a Wayback Machine. del grup era una representació virtual dels Kong Studios, casa i estudi del grup. Cada membre tenia la pròpia habitació, i també hi havia un vestíbul, lavabo i l'estudi de gravació. Els fans van crear un web Arxivat 2005-10-29 a Wayback Machine. alternatiu per mostrar la informació de la banda, notícies, discografia i agenda d'esdeveniments.
El primer senzill que va llançar el grup va ser «Clint Eastwood» el 2001. La cançó fou un èxit rotund i els va donar a conèixer a tot el món. Poc després van treure l'àlbum homònim, Gorillaz amb tres senzills més. A final d'any també van llançar una compilació de cares-B titulada G-Sides. L'any 2002 van actuar en l'entrega de premis dels Brit Awards mitjançant una animació 3D en quatre grans pantalles. Paral·lelament també van estar nominats a sis guardons inclosos els de millor grup anglès i millor àlbum anglès, però finalment no n'aconseguiren cap. Posteriorment també van llançar un àlbum de remescles dub titulat Laika Come Home, i finalment el DVD Phase One: Celebrity Take Down que recollia tot el material que havien realitzat fins al moment.
Aparegueren certs rumors que indicaven que Gorillaz estava preparant una pel·lícula d'animació sobre el grup. La discogràfica EMI va revelar que la idea es va abandonar perquè el creador Jamie Hewlett havia rebutjat tots els guions que li havien arribat. Hewlett va explicar posteriorment que van cancel·lar els plans per discrepàncies amb els executius de Hollywood.

### Phase Two: Slowboat to Hades(2004−2008)
Al desembre de 2004, el web oficial de la banda fou reobert per afegir el videoclip exclusiu «Rock It». Seguidament van anunciar la realització d'un nou àlbum amb la producció de Danger Mouse. També van organitzar un concurs de talents anomenat Search for a Star, en el qual permetien als fans enviar videoclips d'un minut, àudios o imatges. El premi era la col·laboració amb la banda per crear la cançó i el vídeo de «El Mañana», el quart senzill del nou àlbum, i l'addició d'una habitació pròpia en el renovat web de Kong Studios.
El primer senzill de l'àlbum fou «Feel Good Inc.», llançat molt abans que l'àlbum, que es va convertir en el més reeixit del grup després de debutar en la segona posició en la llista britànica (UK Singles Chart). La cançó va estar nominada com a Record of the Year als premis Grammy de l'any 2006. L'àlbum, titulat Demon Days, es va llançar al maig de 2005 i va convertir directament en número 1 al Regne Unit. Posteriorment també es van llançar «DARE», «Dirty Harry», i finalment el doble «Kids with Guns»/«El Mañana». Durant tot l'any, l'àlbum entrava i sortia del Top Ten de la llista britànica d'àlbums coincidint amb el llançament de cada senzill. A final de 2005, Demon Days va vendre més d'un milió de còpies al Regne Unit, el cinquè més venut durant l'any en aquest país. L'àlbum fou guardonat amb cinc discs d'or al Regne Unit, dos als Estats Units i tres a Austràlia, amb un total de més de sis milions de còpies a tot el món.
We Are the Duryés el segon CD promocional d'entrevistes que va enviar Gorillaz als membres de la premsa per promocionar el llançament del segon àlbum del grup, Demon Days. Fou enviat entre abril i maig de 2005. En total està format per 29 talls, on cada un respon a una pregunta realitzada als membres del grup en una entrevista. Aquest disc fou diferent del primer que van realitzar, The Apex Tapes, perquè era més profund i discursiu. També van parlar del fracàs que van patir en la producció d'una pel·lícula sobre ells mateixos, sobre l'any i mig que van estar descansant i sobre el seu nou àlbum d'estudi.
El grup va planificar una gira mundial hologràfica durant els anys 2007 i 2008. Els membres en forma de dibuixos animats apareixerien com a hologrames a l'escenari mitjançant la tecnologia Musion Eyeliner. Aquesta tècnica es va utilitzar a la gala dels MTV Europe Music Awards del 2005 i a la gala dels Grammy Awards del 2006 amb l'addició d'una Madonna virtual. Malauradament, la gira es va suspendre per problemes pressupostaris, ja que aquesta tecnologia és molt cara i hi havia massa dificultats per realitzar els directes.
El 21 de setembre de 2006, el vestíbul principal dels Kong Studios, el web oficial del grup, fou destruït per causes desconegudes. El DVD Phase Two: Slowboat to Hades fou llançat a final d'any al Regne Unit i als Estats Units. Paral·lelament, també va aparèixer una autobiografia titulada Rise of the Ogre i una compilació de cares B i remescles anomenada D-Sides.
Les esperances de la producció d'una pel·lícula sobre Gorillaz van reaparèixer durant l'any 2006 després d'una entrevista a Hewlett, en la qual comentava que havien arribat a un acord amb The Weinstein Company i també havien convençut a Terry Gilliam perquè hi col·laborés. Els creadors de Gorillaz van confirmar que la banda sonora de la pel·lícula seria el tercer àlbum del grup. Cass Browne va acabar el guió a l'abril de 2007 i va indicar que la producció començaria al setembre. Fins al febrer de 2008 no es va tornar a saber res sobre la pel·lícula, però Hewlett va declarar en una entrevista que no acabaven d'estar segurs si realitzar aquest tipus de pel·lícula, tot i que no descartaven portar-ho a terme en un altre moment.
A l'octubre de 2007 van anunciar la realització d'un documental sobre el grup titulat Bananaz i dirigit per Ceri Levy. El documental es va llançar online pel web de Babelgum a l'abril de 2009 i al juny va aparèixer el DVD.

### Plastic BeachandThe Fall(2009−2013)

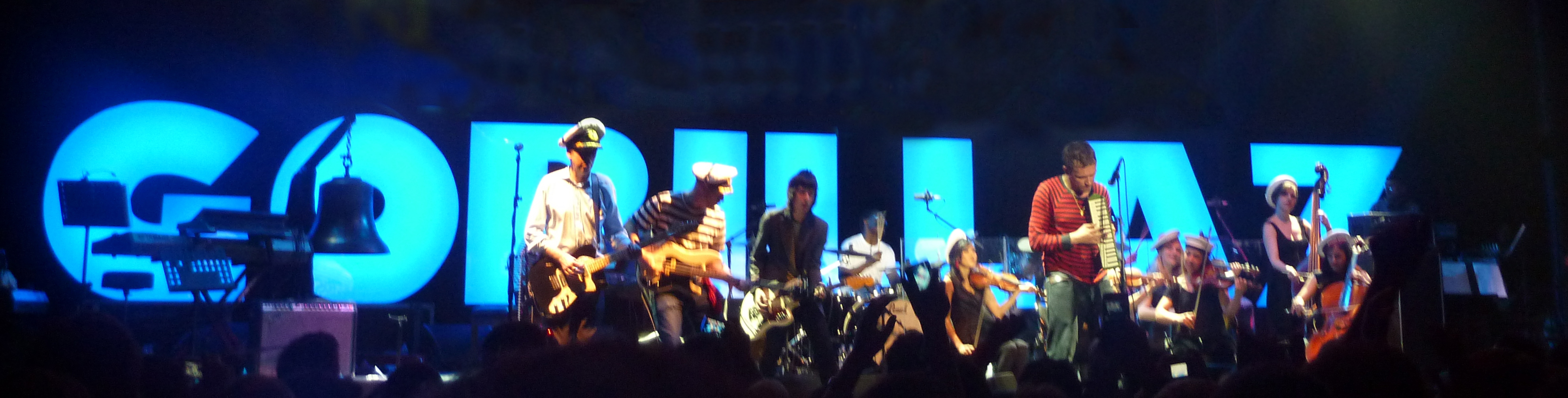
Gorillaz presentant Plastic Beach en directe a Londres (2010).

Damon Albarn i Jamie Hewlett van comentar en una entrevista al setembre de 2008 que estaven a punt de començar a treballar en el projecte anomenat Carousel, tot i que posteriorment va evolucionar amb al tercer àlbum d'estudi del grup, titulat Plastic Beach (en català, platja de plàstic). Albarn tenia unes 70 cançons escrites per aquest àlbum i considerava que estaven preparant un disc de molt bon pop. Entre les col·laboracions hi destacaven Snoop Dogg, Lou Reed, Mos Def, Bobby Womack.
Ja el gener de 2009, Albarn va aparèixer en el programa de ràdio BBC Radio 1 per presentar tres demos noves del grup anomenades «Electric Shock», «Broken» i «Stylo». La data de llançament prevista és per final d'any o a principis de 2010. Els grups De La Soul i The Horrors han confirmat la seva col·laboració en diverses cançons. El 20 de gener de 2010 es va llançar el primer senzill del nou àlbum, «Stylo», amb la col·laboració de Bobby Womack i Mos Def. A mitjans de febrer, el grup va crear un nou món interactiu en el seu web oficial, representant una illa amb diverses platges i la casa on hi ha l'estudi de gravació. Finalment, l'àlbum fou publicat el 3 de març de 2010 al Japó i posteriorment a la resta de països. Hewlett va aprofitar per redibuixar els diferents membres de la banda per marcar el pas del temps en els personatges.
El nou disc va rebre crítiques positives malgrat es tracta d'un treball més pop que els anteriors. En el web es van penjar diversos curts sobre els membres virtuals del grup explicant com van arribar a l'illa de la platja de plàstic. Van anunciar una gira mundial per mitjans del 2010 per tal de promocionar l'àlbum, però finalment la van programar pel Regne Unit i Irlanda. Tanmateix, al juliol van anunciar novament la primera gira mundial del grup titulada Escape to Plastic Beach World Tour, de manera que van reorganitzar les dates que tenien programades per la petita gira britànica i realitzar una nova agenda.
Després de publicar un nou senzill titulat «Doncamatic» el 2010, Albarn va parlar sobre els seus plans pel futur respecte al grup. Va explicar que tenia prou material per publicar dos nous àlbums i que estava treballant en un disc de demos sobre la gira que havien realitzat per Plastic Beach als Estats Units. Aquest darrer fou publicat amb el nom de The Fall el 25 de desembre al seu web oficial, a disposició de franc exclusivament pels membres del club de fans. Inicialment es va publicar un videoclip «Phoner to Arizona» en el web oficial del grup. Poc després, Albarn va començar a enregistrar amb el rapper Pharrell Williams una nova edició de l'àlbum mitjançant un iPad i un omnicord. A l'abril de 2011 es va extreure el senzill «Revolving Doors» d'aquest àlbum.
L'octubre de 2011, Gorillaz va anunciar l'aparició de la seva primera compilació de grans èxits anomenada The Singles Collection: 2001−2011 pel novembre del mateix any.
A començaments de 2012 van anunciar el llançament de «DoYaThing», un senzill per promocionar una línia de sabates esportives de la marca Converse dedicades a Gorillaz. Com que la cançó formava part de la campanya de Converse «Three Artists, One Song» (en català, Tres artistes, una cançó), Albarn va col·laborar amb James Murphy de LCD Soundsystem i André 3000 d'Outkast. La cançó estigué disponible en el web de la marca esportiva i posteriorment, la banda va penjar una versió ampliada de 13 minuts al seu web oficial. Hewlett va dirigir el videoclip amb recreacions animades dels dos col·laboradors.
«'»
Albarn va declarar a l'abril de 2012 a The Guardian que la relació entre Hewlett i ell s'havia refredat després de diverses tensions produïdes durant el procés d'enregistrament de Plastic Beach. Els punts de vista visual i musical s'havien distanciat i ja no coincidien com quan va començar el seu projecte conjunt. Posteriorment, Hewlett va declarar en una entrevista a The Independent que simplement volia fer altres treballs i que Albarn tenia diversos projectes al cap, de manera que la seva relació era bona però que volien separar-se una mica per provar coses diferents i no tancava la porta a futures col·laboracions. Durant el 2013, Albarn i Hewlett van indicar per separat que havien mantingut diverses converses per aclarir els malentesos i que ja havien començat a treballar en un nou treball. Tanmateix, Albarn ja estava preparant un nou àlbum d'estudi amb Blur i que el nou treball de Gorillaz no continuaria fins que l'àlbum de Blur no estigués enllestit.

### HumanziThe Now Now(2014−2019)
L'abril de 2014, Albarn va declarar que ja tenia al cap el nou material per Gorillaz i que ja havia començat a escriure diverses cançons amb la intenció de publicar un nou treball durant el 2016. A l'estiu de 2015 va indicar en una entrevista que ja tenia previst començar a enregistrar noves cançons al setembre del mateix any després d'haver estat molt ocupat durant el darrer any. Sobre la seva relació amb Hewlett va explicar que ja s'havien reconciliat després d'uns mesos de distensió que els va permetre superar les discussions i baralles que van mantenir per tirar endavant el darrer àlbum d'estudi.
Durant la primera meitat del 2016, tan Albarn com Hewlett van publicar diversos missatges, fotografies i vídeos en els respectius comptes d'Instagram que estaven treballant en l'enregistrament del nou àlbum. Finalment, al juny, Hewlett va revelar que Gorillaz posposava el nou treball per l'any següent. Després de l'estiu van redissenyar el lloc web oficial i els comptes de les diverses xarxes socials que utilitzaven amb una nova imatge sintetitzant una retrospectiva de la trajectòria de la banda. Van publicar una sèrie d'històries multimèdia interactives sobre els diversos personatges ficticis. A l'octubre, Noodle fou presentat com a ambaixador global oficial de l'empresa automobilística Jaguar Racing. El març de 2017, Gorillaz va anunciar el llançament del seu propi festival anomenat Demon Dayz Festival, celebrat el 10 de juny 2017 al parc Dreamland Margate, de Margate (Regne Unit), i on evidentment ells serien els caps de cartell.

Gorillaz en la gira The Now Now Tour a Nova York amb Ace com a baixista (2018).

El 23 de març de 2017, Gorillaz va anunciar el nou àlbum titular Humanz i la seva publicació per al 28 d'abril de 2017, el primer àlbum de la banda en set anys. El mateix dia de l'anunci, en la pàgina oficial de la banda a YouTube van penjar els videoclips de quatre senzills. Del primer senzill, «Saturnz Barz», van editar dos videoclip, un dels quals en format de 360 graus i amb un cost de 800.000 dòlars. La presentació es va dur a terme l'endemà en un concert a Londres. Abans de la publicació oficial encara van extreure dos senzills més per un total de sis. També van crear una aplicació de realitat augmentada amb la col·laboració de l'empresa Electronic Beats. A final d'any van publicar un nova edició de l'àlbum coneguda com Super Deluxe que va incloure 14 cançons addicionals. L'àlbum va debutar al número 2 de les llistes britànica i estatunidenca, i crítiques força positives malgrat que Albarn havia perdut protagonisme en favor de l'alta quantitat de col·laboracions. A continuació van realitzar una gira internacional entre els anys 2017 i 2018, i van comptar novament amb una banda en viu davant d'una pantalla molt grossa que presentava els vídeos creats per Hewlett i les diverses col·laboracions de la banda.
Durant la gira Humanz Tour, Albarn va continuar enregistrant nous temes en previsió de publicar un nou treball de Gorillaz relativament aviat. Albarn tenia el desig de completar el nou àlbum aviat ja que la idea de compondre cançons noves i interpretar-les en directe gairebé simultàniament li resultava molt interessant. D'aquesta manera ja va debutar la cançó «Idaho» a finals de setembre de 2017, explicant que l'havia compost pocs dies abans. En una aturada de la gira al febrer de 2018, Albarn va treballar amb el productor musical James Ford i el músic Remi Kabaka Jr. per compondre nou material i completar definitivament el sisè àlbum d'estudi de la banda, The Now Now, que va veure la llum el 29 de juny de 2018. A diferència dels treballs anteriors, aquest va comptar amb poques col·laboracions degut a que la producció va ser molt ràpida.
Dins l'argument de Gorillaz s'hi va introduir un nou personatge, Ace, de la sèrie d'animació Les Supernenes, de Cartoon Network Studios, com a baixista temporal de la banda només per la gira de promoció de The Now Now, a causa de l'empresonament de Murdoc Niccals. Aquest crossover es deu que a la banda eren grans seguidors de la sèrie. A finals de 2019 es va estrenar en cinemes el documental Gorillaz: Reject False Icons, filmat i dirigit pel fill Jamie Hewlett, Denholm, on es presenta la producció dels dos darrers àlbums, Humanz i The Now Now, i les gires corresponents. En el crèdits de la pel·lícula es va anomenar Kabaka Jr. com a membre oficial de Gorillaz, junt a Albarn i Hewlett, per primera vegada.

### ProjecteSong Machine(2020−actualitat)
A principis de 2020, Gorillaz va anunciar la creació d'un nou projecte musical titulat Song Machine. Aquest consistia en una sèrie web on mensualment llançaven un episodi, que en aquest cas es tractava d'un cançó nova. La primera temporada va estar formada per onze temes nous al llarg de l'any 2020 que van comptar amb la col·laboració de diversos músics convidats. La quarta cançó fou «How Far?», que van publicar com a tribut per la defunció del músic Tony Allen pocs dies abans, el qual havia col·laborat precisament en la composició d'aquest cançó, i a causa de ser un llançament improvisat, no van poder editar-ne el videoclip a temps. Durant el procés de composició i enregistrament es van veure afectats per la pandèmia de COVID-19, de manera que algunes cançons les van editar confinats. Al mes de maig, Gorillaz va anunciar la publicació d'un llibre nou titulat Gorillaz Almanac per commemorar el vintè aniversari de la banda. Estigué disponible en tres edicions diferents però el llançament es va ajornar fins a final d'any, coincidint amb el llançament físic de la primera temporada de Song Machine. Aquest àlbum es llançar el 23 d'octubre amb el títol Song Machine, Season One: Strange Timez, en el qual van compilar tots els senzills que havien extret o extreurien al llarg l'any. Albarn ja va confirmar que hi hauria una segona temporada del projecte i que estava en preparació. Dels senzills restants en va destacar «The Valley of the Pagans» pel seu videoclip, ja que l'acció es produïa dins el videojoc Grand Theft Auto V.
El 26 de març de 2021, Gorillaz va celebrar el vintè aniversari del seu àlbum de debut amb pròxims llançaments del seu catàleg i criptovalor no fungible. També van publicar una caixa recopilatòria titulada G Collection, que contenia sis dels seus àlbums d'estudi, tots a excepció de The Fall, coincidint amb el Record Store Day.

## Membres

### Membres ficticis
- Murdoc Faust Niccals és el baixista de la banda. És doblat per Phil Cornwell i va ser creat per Damon Albarn i Jamie Hewlett el 1998. Murdoc està basat en el guitarrista dels Rolling Stones Keith Richards, Victor Frankenstein i Creeper de Scooby-Doo.[64][65] En particular, va ser inspirat per una fotografia dels Rolling Stones presa el 1968 pel fotògraf David Bailey.[66][67] Un cop descrit pel creador Jamie Hewlett com el "villà desagradable de la banda".[68] Murdoc és un satanista[69] que sovint és representat portant un collaret amb una creu invertida, amb "Hail Satan" com una de les seves frases habituals. Va fer la seva primera aparició oficial a l'EP debut de Gorillaz Tomorrow Comes Today el 2000.[70]

- Stuart Harold "2-D" Pot és el vocalista principal i toca el teclat. Va ser creat per Albarn i Jamie Hewlett el 1998. 2-D rep la veu de dues persones diferents segons el moment, la seva veu quan canta prové del cantant de la banda de rock Blur,  Damon Albarn, no obstant aquest personatje quan parla, la veu es proporcionada per l'actor Nelson De Freitas, aquest últim apareix en diversos projectes directes de vídeo de Gorillaz com Phase One: Celebrity Take Down i Phase Two: Slowboat to Hades. El 2017, Kevin Bishop va ser seleccionat com la nova veu de 2-D per quan el personatge ha de paralar.[71]

- Noodle  és la guitarrista principal, toca el teclat i ocasionalment fa de vocalista.[72] Com tots els altres membres de la banda de Gorillaz, va ser creada el 1998 per Damon Albarn i Jamie Hewlett. El presonatje representa ser originàri del Japó, Noodle ha estat doblada per Haruka Kuroda,[73][65] Miho Hatori de Cibo Matto[74][75] i actualment per Haruka Abe.

- Russel Hobbs és el bateria i percussionista de la banda. També ha estat ocasionalment vocalista en algunes cançons de Gorillaz. Va ser creat per Damon Albarn i Jamie Hewlett el 1998, amb la seva primera aparició oficial a l'EP debut de Gorillaz Tomorrow Comes Today el 2000. Russel va ser descrit una vegada pel seu co-creador com "el músic més complex de la banda".[65] És el més espiritual del grup i està molt influenciat per la seva formació musical a l'Harlem.[76]

Membres anteriors
- Paula Cracker – guitarra (1998)
- Cyborg Noodle – guitarra, cantant (2008-2010)
- Ace – baix (2018)

### Membres reals
Durant tota la seva trajectòria hi ha hagut diverses especulacions al voltant del grup per saber qui està realment darrere dels membres del grup. En la primera etapa de la seva trajectòria només es va confirmar la presència de Damon Albarn i Jamie Hewlett com a creadors del projecte, però ells van indicar que hi havia més de cinquanta persones treballant en diferents aspectes pel grup. L'únic fet que continua constant en totes les cançons és la veu d'Albarn doblant a 2D. En els crèdits de Phase One: Celebrity Take Down i Gorillaz apareixen dues llistes totalment diferents de les persones que col·laboren en el grup. La llista més o menys aproximada de les persones que han col·laborat amb Gorillaz apareixen en el següent web. En el documental de televisió Charts of Darkness, Albarn va comentar que els músics Mike Smith i Cass Browne havien col·laborat estretament amb ell per a la composició de la música en els teclats i la percussió respectivament. En la segona etapa de la banda es va confirmar la participació activa de Remi Kabaka Jr. en la composició de cançons.
Inicialment van col·laborar posant veus en el primer àlbum Miho Hatori de Cibo Matto com a Noodle, i Tina Weymouth de Talking Heads. En la gira Demon Days Live, Damon Albarn va conservar el paper de 2D (cantant i piano), Simon Tong i Rosie Wilson van actuar com a Noodle (guitarra i veus addicionals respectivament), Morgan Nicholls com a Murdoc (baix) i Cass Browne com a Russel (bateria). Addicionalment també hi van col·laborar dos teclistes (piano i sintetitzador) amb el rol de 2D i dos percussionistes amb el rol de Russel.
Tot l'art sobre la banda fou creat per Hewlett i la seva companyia Zombie Flesh Eaters. La majoria de videoclips foren creats per Passion Pictures i els animadors Pete Candeland i Rufus Dayglo.
Cronologia membres virtuals
Cronologia membres reals

## Discografia
- Gorillaz (2001)
- Demon Days (2005)
- Plastic Beach (2010)
- The Fall (2011)
- Humanz (2017)
- The Now Now (2018)
- Song Machine, Season One: Strange Timez (2020)

## Premis i nominacions
Gorillaz ha guanyat diversos premis a nivell mundial, entre els quals, el més important és el Grammy a la millor col·laboració pop amb veu per la cançó "Feel Good Inc.".

## Gires internacionals
- Gorillaz Live (2001–2002)
- Demon Days Live (2005–2006)
- Escape to Plastic Beach Tour (2010)
- Humanz Tour (2017–2018)
- The Now Now Tour (2018)
- Song Machine Tour (2021–2022)